# Kulappuram
Kulappuram es una  ciudad censal situada en el distrito de Kanyakumari en el estado de Tamil Nadu (India). Su población es de 7677 habitantes (2011). Se encuentra a 32 km de Thiruvananthapuram y a 81 km de Tirunelveli. 

## Demografía
Según el censo de 2011 la población de Kulappuram era de 7677 habitantes, de los cuales 3797 eran hombres y 3880 eran mujeres. Kulappuram tiene una tasa media de alfabetización del 93,48%, superior a la media estatal del 80,09%: la alfabetización masculina es del 95,18%, y la alfabetización femenina del 91,83%.